# Sophie Caroline av Brandenburg-Kulmbach

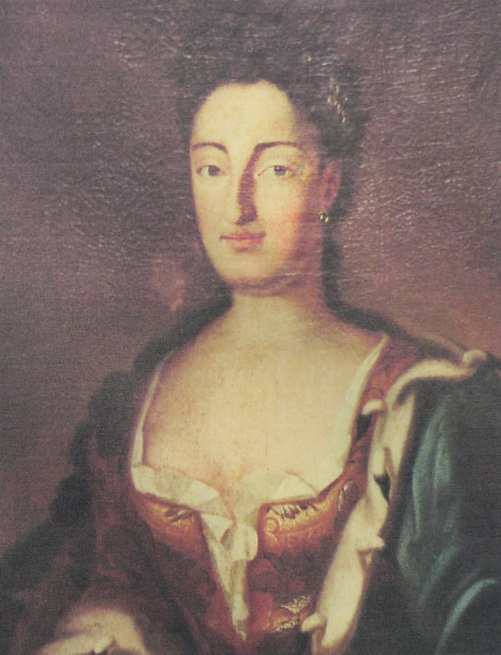
Sophie Caroline av Brandenburg-Kulmbach.

Sophie Caroline av Brandenburg-Kulmbach, född 1707, död 1764, var furstinna av Ostfriesland. Hon var syster till Danmarks drottning Sofia Magdalena av Brandenburg-Kulmbach.
Gift 1723 med Georg Albert av Ostfriesland (1690-1734). Som änka bodde hon efter 1735 vid det danska hovet på inbjudan av svågern Kristian VI av Danmark: hon beskrivs som en charmerande skönhet, systern drottningen ska ha känt avundsjuka och svågern påstods ha ett förhållande med henne, vilket inte är bevisat, men likväl förorsakade ett uppmärksammat bedrägeriförsök 1770 då en kvinna, Anna Sophie Magdalene Frederikke Ulrikke, påstod sig vara deras dotter.